# Luciano Armani
Pour les articles homonymes, voir Armani.
Luciano Armani, né le 12 octobre 1940 à Felegara di Medesano (une frazione de Medesano) de la province de Parme en Émilie-Romagne et mort le 4 février 2023 à Fidenza dans la même province, est un coureur cycliste italien.

## Biographie
Coureur professionnel à succès de 1965 à 1972, il est l'équipier de Vittorio Adorni pendant cinq ans. Il remporte 17 courses professionnelles, dont deux étapes du Giro d'Italia, la Coppa Sabatini en 1965, le Tour de Sardaigne, la Coppa Placci en 1967 et le Grand Prix de Monaco en 1967, le Tour des trois provinces à Camucìa en 1968, le Milan-Turin de 1970. Mémorable est la victoire de l'étape marseillaise du Tour de France 1971, dans laquelle il bat Eddy Merckx au sprint dans un petit groupe, à l'issue d'une échappée entamée au début de l'étape. Luciano Armani parcourut les 245 km à la moyenne extraordinaire de 45,351 km/h, et franchit la ligne d'arrivée avec environ 1h30' d'avance sur la moyenne la plus rapide prévue par les organisateurs de l'épreuve.

## Palmarès

### Palmarès amateur
- 1964
  - Coppa Ciuffenna
  - 2e du Tour de Lombardie amateurs

### Palmarès professionnel
- 1965
  - 7e étape du Tour d'Italie
  - Coppa Sabatini
  - 3e du Tour de Romagne
- 1966
  - 6ea étape de Paris-Nice
  - 2e du Championnat de Zurich
  - 2e de la Coppa Sabatini
  - 2e du Grand Prix Robbiano
  - 3e du Grand Prix de la ville de Camaiore
- 1967
  - Grand Prix de Monaco
  - Classement général du Tour de Sardaigne
  - Coppa Placci
  - 2e du Trofeo Laigueglia
  - 3e de la Coppa Sabatini
- 1968
  - Tour des trois provinces
  - 2e de Trofeo Laigueglia
  - 2e de la Coppa Bernocchi
  - 3e des Trois vallées varésines
- 1969
  - 1re étape du Tour de Suisse
  - Lisbonne-Porto
- 1970
  - Gênes-Nice
  - Milan-Turin
  - 21e étape du Tour d'Italie
- 1971
  - 12e étape du Tour de France

## Résultats sur les grands tours

### Tour de France
2 participations :
- 1970 : abandon (4e étape)
- 1971 : 66e, vainqueur de la 12e étape

### Tour d'Italie
7 participations :
- 1965 : 35e, vainqueur de la 7e étape
- 1966 : 39e
- 1967 : 38e
- 1968 : 22e
- 1969 : 35e
- 1970 : 33e, vainqueur de la 21e étape
- 1972 : abandon

### Compétitions mondiales
- Championnats du monde
  - Zolder 1969 - sur route : 62e